# Illinois State Fairgrounds
Illinois State Fairgrounds (Ferial del Estado de Illinois) es el predio ferial de la ciudad de Springfield, en el estado de Illinois, Estados Unidos. Se inauguró en 1894 para albergar la feria estatal de agosto, y ocupa 15 000 hectáreas. Posee un óvalo de arcilla Springfield Mile que ha albergado carreras de automovilismo y motociclismo desde 1910. Tiene una longitud de 1 milla (1609 metros), y curvas de 11 grados de peralte.
El Campeonato Nacional de la AAA visitó Springfield desde 1936 hasta 1940, y luego entre 1947 hasta 1955. Su sucesor, el Campeonato Nacional del USAC, corrió entre 1956 y 1970. A partir de 1971, la pista es sede de una fecha de la USAC Silver Crown. La prueba se denomina Tony Bettenhausen 100 desde la edición 1964, en honor a Tony Bettenhausen, tres veces ganador y oriundo de Illinois.
Springfield también ha tenido carreras de motocicletas de la AMA Grand National, y de stock cars de la USAC Stock Car y actualmente la ARCA. La carrera de stock cars, denominada Allen Crowe Memorial 100, se comenzó a disputar en 1963, y ha tenido como ganadores a Bobby Isaac, Al Unser, A. J. Foyt, Roger McCluskey, Ken Schrader y Justin Allgaier entre otros.

## Ganadores

### Campeonato Nacional de AAA / USAC
| Año               | Piloto            |
| ----------------- | ----------------- |
| 1936              | Wilbur Shaw       |
| 1937              | Mauri Rose        |
| 1938              | Tony Willman      |
| 1939 (agosto)     | John Crone        |
| 1939 (octubre)    | Emil Andres       |
| 1940              | Rex Mays          |
| 1947              | Tony Bettenhausen |
| 1948 (agosto)     | Ted Horn          |
| 1948 (agosto)     | Ted Horn          |
| 1948 (septiembre) | Myron Fohr        |
| 1949 (agosto)     | Mel Hansen        |
| 1949 (septiembre) | Johnnie Parsons   |
| 1950 (agosto)     | Paul Russo        |
| 1950 (octubre)    | Tony Bettenhausen |
| 1951              | Tony Bettenhausen |
| 1952              | Bill Schindler    |
| 1953 (junio)      | Rodger Ward       |
| 1953 (agosto)     | Sam Hanks         |
| 1954              | Jimmy Davies      |
| 1955              | Jimmy Bryan       |

| Año  | Piloto          | Automóvil      |
| ---- | --------------- | -------------- |
| 1956 | Jimmy Bryan     | Kuzma Offy     |
| 1957 | Rodger Ward     | Lesovsky Offy  |
| 1958 | Johnny Thomson  | Kuzma Offy     |
| 1959 | Len Sutton      | Kuzma Offy     |
| 1960 | Jim Packard     | Lesovsky Offy  |
| 1961 | Jim Hurtubise   | Kuzma Offy     |
| 1962 | Jim Hurtubise   | Kuzma Offy     |
| 1963 | Rodger Ward     | Watson Offy    |
| 1964 | A. J. Foyt      | Meskowski Offy |
| 1965 | A. J. Foyt      | Meskowski Offy |
| 1966 | Don Branson     | Watson Offy    |
| 1967 | A. J. Foyt      | Meskowski Offy |
| 1968 | Roger McCluskey | Kuzma Offy     |
| 1969 | Mario Andretti  | Kuzma Offy     |
| 1970 | Al Unser        | King Ford      |